# Daniel Mateo Angulo
Daniel Mateo Angulo (Soria, 31 de agosto de 1989) es un atleta español especializado en carreras de larga distancia. Ha representado a España en diversas competiciones internacionales.

## Trayectoria deportiva
Dani Mateo comenzó su carrera como atleta disputando pruebas de campo a través y pista. En 2016 consiguió una plaza de finalista al terminar séptimo en los 10 000 metros del Campeonato de Europa, donde inicialmente fue descalificado, pero finalmente recalificado tras una reclamación.
En 2018 formó parte de la selección de Europa en el cross de Edimburgo, prueba que enfrenta a las selecciones de Europa, Reino Unido y Estados Unidos. Posteriormente volvió a participar en los 10 000 metros del Campeonato de Europa, aunque esta vez solo consiguió la 12.ª plaza.
En 2019 empezó a disputar la maratón. Debutó en el maratón de Róterdam, logrando una marca de 2h10:53 que le valió acudir al Campeonato del Mundo. Allí, alcanzó la décima plaza, lo que le supuso la preselección para participar en la misma prueba de los Juegos Olímpicos de Tokio 2020.
El 20 de abril de 2021 batió el récord de España de la hora, en poder de Mariano Haro desde 1975, al recorrer 20 593 m en ese tiempo. En el transcurso de la prueba batió también el récord nacional de los 20 000 m en pista.
En 2022 participó en la maratón del Campeonato de Europa, donde acabó decimocuarto y consiguió el bronce por equipos.

## Competiciones internacionales
| Representando a España \| Año \| Competición \| Sede \| Puesto \| Prueba \| Marca \| \| ---- \| ------------------------------------ \| -------------- \| ----------------- \| ------------------- \| -------- \| \| 2008 \| Campeonato del Mundo Junior \| Bydgoszcz \| 14.º \| 10 000 m \| 30:26.20 \| \| 2015 \| Campeonato Mundial de Campo a Través \| Guiyang \| 53.º \| 12 km \| 38:25 \| \| 2016 \| Campeonato Iberoamericano \| Río de Janeiro \| Medalla de plata \| 5000 m \| 13:58.11 \| \| 2016 \| Campeonato de Europa \| Ámsterdam \| 7.º \| 10 000 m \| 28:43.03 \| \| 2018 \| Campeonato de Europa \| Berlín \| 12.º \| 10 000 m \| 28:44.43 \| \| 2019 \| Campeonato del Mundo \| Doha \| 10.º \| Maratón \| 2:12:15 \| \| 2022 \| Campeonato Europeo \| Múnich \| 14.º \| Maratón \| 2:14:34 \| \| 2022 \| Campeonato Europeo \| Múnich \| Medalla de bronce \| Maratón por equipos \| 2:14:34 \| | Representando a España \| Año \| Competición \| Sede \| Puesto \| Prueba \| Marca \| \| ---- \| ------------------------------------ \| -------------- \| ----------------- \| ------------------- \| -------- \| \| 2008 \| Campeonato del Mundo Junior \| Bydgoszcz \| 14.º \| 10 000 m \| 30:26.20 \| \| 2015 \| Campeonato Mundial de Campo a Través \| Guiyang \| 53.º \| 12 km \| 38:25 \| \| 2016 \| Campeonato Iberoamericano \| Río de Janeiro \| Medalla de plata \| 5000 m \| 13:58.11 \| \| 2016 \| Campeonato de Europa \| Ámsterdam \| 7.º \| 10 000 m \| 28:43.03 \| \| 2018 \| Campeonato de Europa \| Berlín \| 12.º \| 10 000 m \| 28:44.43 \| \| 2019 \| Campeonato del Mundo \| Doha \| 10.º \| Maratón \| 2:12:15 \| \| 2022 \| Campeonato Europeo \| Múnich \| 14.º \| Maratón \| 2:14:34 \| \| 2022 \| Campeonato Europeo \| Múnich \| Medalla de bronce \| Maratón por equipos \| 2:14:34 \| | Representando a España \| Año \| Competición \| Sede \| Puesto \| Prueba \| Marca \| \| ---- \| ------------------------------------ \| -------------- \| ----------------- \| ------------------- \| -------- \| \| 2008 \| Campeonato del Mundo Junior \| Bydgoszcz \| 14.º \| 10 000 m \| 30:26.20 \| \| 2015 \| Campeonato Mundial de Campo a Través \| Guiyang \| 53.º \| 12 km \| 38:25 \| \| 2016 \| Campeonato Iberoamericano \| Río de Janeiro \| Medalla de plata \| 5000 m \| 13:58.11 \| \| 2016 \| Campeonato de Europa \| Ámsterdam \| 7.º \| 10 000 m \| 28:43.03 \| \| 2018 \| Campeonato de Europa \| Berlín \| 12.º \| 10 000 m \| 28:44.43 \| \| 2019 \| Campeonato del Mundo \| Doha \| 10.º \| Maratón \| 2:12:15 \| \| 2022 \| Campeonato Europeo \| Múnich \| 14.º \| Maratón \| 2:14:34 \| \| 2022 \| Campeonato Europeo \| Múnich \| Medalla de bronce \| Maratón por equipos \| 2:14:34 \| | Representando a España \| Año \| Competición \| Sede \| Puesto \| Prueba \| Marca \| \| ---- \| ------------------------------------ \| -------------- \| ----------------- \| ------------------- \| -------- \| \| 2008 \| Campeonato del Mundo Junior \| Bydgoszcz \| 14.º \| 10 000 m \| 30:26.20 \| \| 2015 \| Campeonato Mundial de Campo a Través \| Guiyang \| 53.º \| 12 km \| 38:25 \| \| 2016 \| Campeonato Iberoamericano \| Río de Janeiro \| Medalla de plata \| 5000 m \| 13:58.11 \| \| 2016 \| Campeonato de Europa \| Ámsterdam \| 7.º \| 10 000 m \| 28:43.03 \| \| 2018 \| Campeonato de Europa \| Berlín \| 12.º \| 10 000 m \| 28:44.43 \| \| 2019 \| Campeonato del Mundo \| Doha \| 10.º \| Maratón \| 2:12:15 \| \| 2022 \| Campeonato Europeo \| Múnich \| 14.º \| Maratón \| 2:14:34 \| \| 2022 \| Campeonato Europeo \| Múnich \| Medalla de bronce \| Maratón por equipos \| 2:14:34 \| | Representando a España \| Año \| Competición \| Sede \| Puesto \| Prueba \| Marca \| \| ---- \| ------------------------------------ \| -------------- \| ----------------- \| ------------------- \| -------- \| \| 2008 \| Campeonato del Mundo Junior \| Bydgoszcz \| 14.º \| 10 000 m \| 30:26.20 \| \| 2015 \| Campeonato Mundial de Campo a Través \| Guiyang \| 53.º \| 12 km \| 38:25 \| \| 2016 \| Campeonato Iberoamericano \| Río de Janeiro \| Medalla de plata \| 5000 m \| 13:58.11 \| \| 2016 \| Campeonato de Europa \| Ámsterdam \| 7.º \| 10 000 m \| 28:43.03 \| \| 2018 \| Campeonato de Europa \| Berlín \| 12.º \| 10 000 m \| 28:44.43 \| \| 2019 \| Campeonato del Mundo \| Doha \| 10.º \| Maratón \| 2:12:15 \| \| 2022 \| Campeonato Europeo \| Múnich \| 14.º \| Maratón \| 2:14:34 \| \| 2022 \| Campeonato Europeo \| Múnich \| Medalla de bronce \| Maratón por equipos \| 2:14:34 \| | Representando a España \| Año \| Competición \| Sede \| Puesto \| Prueba \| Marca \| \| ---- \| ------------------------------------ \| -------------- \| ----------------- \| ------------------- \| -------- \| \| 2008 \| Campeonato del Mundo Junior \| Bydgoszcz \| 14.º \| 10 000 m \| 30:26.20 \| \| 2015 \| Campeonato Mundial de Campo a Través \| Guiyang \| 53.º \| 12 km \| 38:25 \| \| 2016 \| Campeonato Iberoamericano \| Río de Janeiro \| Medalla de plata \| 5000 m \| 13:58.11 \| \| 2016 \| Campeonato de Europa \| Ámsterdam \| 7.º \| 10 000 m \| 28:43.03 \| \| 2018 \| Campeonato de Europa \| Berlín \| 12.º \| 10 000 m \| 28:44.43 \| \| 2019 \| Campeonato del Mundo \| Doha \| 10.º \| Maratón \| 2:12:15 \| \| 2022 \| Campeonato Europeo \| Múnich \| 14.º \| Maratón \| 2:14:34 \| \| 2022 \| Campeonato Europeo \| Múnich \| Medalla de bronce \| Maratón por equipos \| 2:14:34 \| |
| Año | Competición | Sede | Puesto | Prueba | Marca |
| --- | --- | --- | --- | --- | --- |
| 2008 | Campeonato del Mundo Junior | Bydgoszcz | 14.º | 10 000 m | 30:26.20 |
| 2015 | Campeonato Mundial de Campo a Través | Guiyang | 53.º | 12 km | 38:25 |
| 2016 | Campeonato Iberoamericano | Río de Janeiro | Medalla de plata | 5000 m | 13:58.11 |
| 2016 | Campeonato de Europa | Ámsterdam | 7.º | 10 000 m | 28:43.03 |
| 2018 | Campeonato de Europa | Berlín | 12.º | 10 000 m | 28:44.43 |
| 2019 | Campeonato del Mundo | Doha | 10.º | Maratón | 2:12:15 |
| 2022 | Campeonato Europeo | Múnich | 14.º | Maratón | 2:14:34 |
| 2022 | Campeonato Europeo | Múnich | Medalla de bronce | Maratón por equipos | 2:14:34 |